# Jan Michalik (zapaśnik)
Jan Michalik (ur. 14 kwietnia 1948 w Katowicach-Szopienicach, zm. 26 stycznia 2022 w Dębicy) – polski zapaśnik, olimpijczyk z Meksyku 1968 i Monachium 1972.
Starszy brat Piotra Michalika.
Walczył w stylu klasycznym w kategorii muszej i koguciej. Zawodnik Siły Mysłowice w latach 1958–1965 i Stomilu Dębica w latach 19661976. Mistrz Polski w kategorii muszej w latach 1968–1971 oraz w kategorii koguciej w 1973.
W roku 1972 jako pierwszy Polak wywalczył tytuł mistrza Europy. W roku 1973 wywalczył tytuł wicemistrza świata oraz tytuł mistrza Europy.
Uczestnik mistrzostw świata w latach: 1971 – zajął 4. miejsce, 1974 – zajął 5. miejsce oraz mistrzostw Europy w latach: 1968 – 6. miejsce, 1970 – 4. miejsce, 1974 – 4. miejsce, 1975 – 5. miejsce.
Na igrzyskach olimpijskich w 1968 roku zajął 17. miejsce w kategorii muszej turnieju zapaśniczego.
W roku 1972 na igrzyskach zajął 4. miejsce.
Został zwycięzcą jubileuszowego XI plebiscytu „Konkurs Asów” na najlepszego sportowca Rzeszowszczyzny 1970 roku, zorganizowanego przez pisma „Nowiny” i „Tempo” oraz WKKFiT (Wojewódzki Komitet Kultury Fizycznej i turystyki).